# Jean-Baptiste Raisin
Jean-Baptiste Raisin, bekannt als Raisin cadet (* 1655 in Troyes; † 5. September 1693 in Paris), war ein französischer Schauspieler.

## Biographie
Wie auch sein Bruder François, begann Raisin seine Schauspielkarriere bei der fahrenden Truppe des Kindertheaters petits-comediens du Dauphin, bei der auch schon Michel Baron erste Schauspielerfahrung gesammelt hatte.
Im Jahr 1679 wurde Raisin ans Théâtre de l’hôtel de Bourgogne verpflichtet, wo er seine Frau Françoise Pitel kennenlernte, die er noch im gleichen Jahr heiratete. Im darauffolgenden Jahr wurde die Comédie-Française gegründet und Raisin bekam dort ein Festengagement, wurde also Sociétaire de la Comédie-Française.
Stück für Stück erarbeitete sich Raisin immer bessere Rollen und nachdem Rosimond 1686 gestorben war, übernahm er 1687 dessen Platz und spielte die Hauptrollen, die ursprünglich Molière gespielt hatte. Das brachte ihm den Beinamen Petit Molière ein.
Raisin galt als exzellenter Schauspieler, der alle Genre bedienen konnte, aber Mantel-und-Degen-Rollen und Rollen als Kammerdiener lagen ihm besonders. Er galt auch ansonsten als überaus witzig und er wurde gerne zu Gesellschaften eingeladen.
Sein Tod kam unerwartet. Nach einem großen Abendessen nahm er ein Wannenbad, bei dem ihn der Tod ereilte. Neben seiner Frau hinterließ er mindestens acht gemeinsame Kinder.

## Trivia
Raisins Vater hatte die Idee seine Söhne in ein Cembalo zu stecken, sodass es den Eindruck erweckte, das Cembalo spiele von allein. Diese Nummer wurde auf dem Pariser Jahrmarktstheater auch Ludwig XIV. und seiner Frau Maria Teresa von Spanien vorgeführt, worüber sich die beiden sehr amüsierten, aber den Schwindel erkannten.

## Rollen (Auswahl)
- Pasquin in Homme à bonnes fortunes von Michel Baron
- Pasquin in La mère coquette von Philippe Quinault
- Frontin in Le Muet von David-Augustin de Brueys
- Esope in Esope à la Ville von Edmé Boursault